# Gliese 282
Gliese 282 és un sistema d'estrella triple de la constel·lació de ll'Unicorn. Situada a una distància de 36 anys llum, aquesta estrella té una magnitud aparent de 7,26 vista de la Terra. No és visible a ull nu.
El sistema d'estrella triple és compost de dues estrelles de seqüència principal tipus K de classificació estel·lar K2V, i l'altra estrella és més petita de classe K5V. Els dos components estan a 845 UA de distància.